# SK Rapid
SK' Rapid, bildad 25 augusti 1925, var en fotbollsklubb i Moss, Norge som spelade i den norska toppdivisionen säsongerna 1955/1956, 1956/1957, 1959/1960 och 1960/1961. Klubben spelade sina hemmamatcher på Melløs stadion. Herrlaget spelade i 5. divisjon avd. 1 i Østfold, och tränade av tidigare Moss FK- och Lillestrøm SK-spelaren Gard Kristiansen (2009). Klubben hade också ett damlag i 3. divisjon.
Den 10 december 2011 beslutades att gå samman med Athene Moss och bilda Rapid/Athene, efter ett års samarbete på damsidan.

### Fotnoter
1. ↑  ”Sportsklubben Rapid er fra i dag historie” (på norska). Moss avis. 10 december 2010. https://www.moss-avis.no/sport/sport/sportsklubben-rapid-er-fra-i-dag-historie/s/2-2.2643-1.5879912. Läst 29 september 2017.